# Nemocnice Na Pleši
Odborný léčebný ústav tuberkulózy a respiračních nemocí Na Pleši, nyní soukromé zdravotnické zařízení s moderními pracovišti a vybavením, byl postaven v letech 1912–1916 podle projektu architekta Rudolfa Kříženeckého jako první lůžkové sanatorium pro léčbu tuberkulózy a plicních chorob v Čechách. Leží v katastru obce Nová Ves pod Pleší, na jižním svahu vrchu Pleš (490 m n. m.), obklopen novobarokní zahradou přecházející v hluboké lesy.

## Odkazy

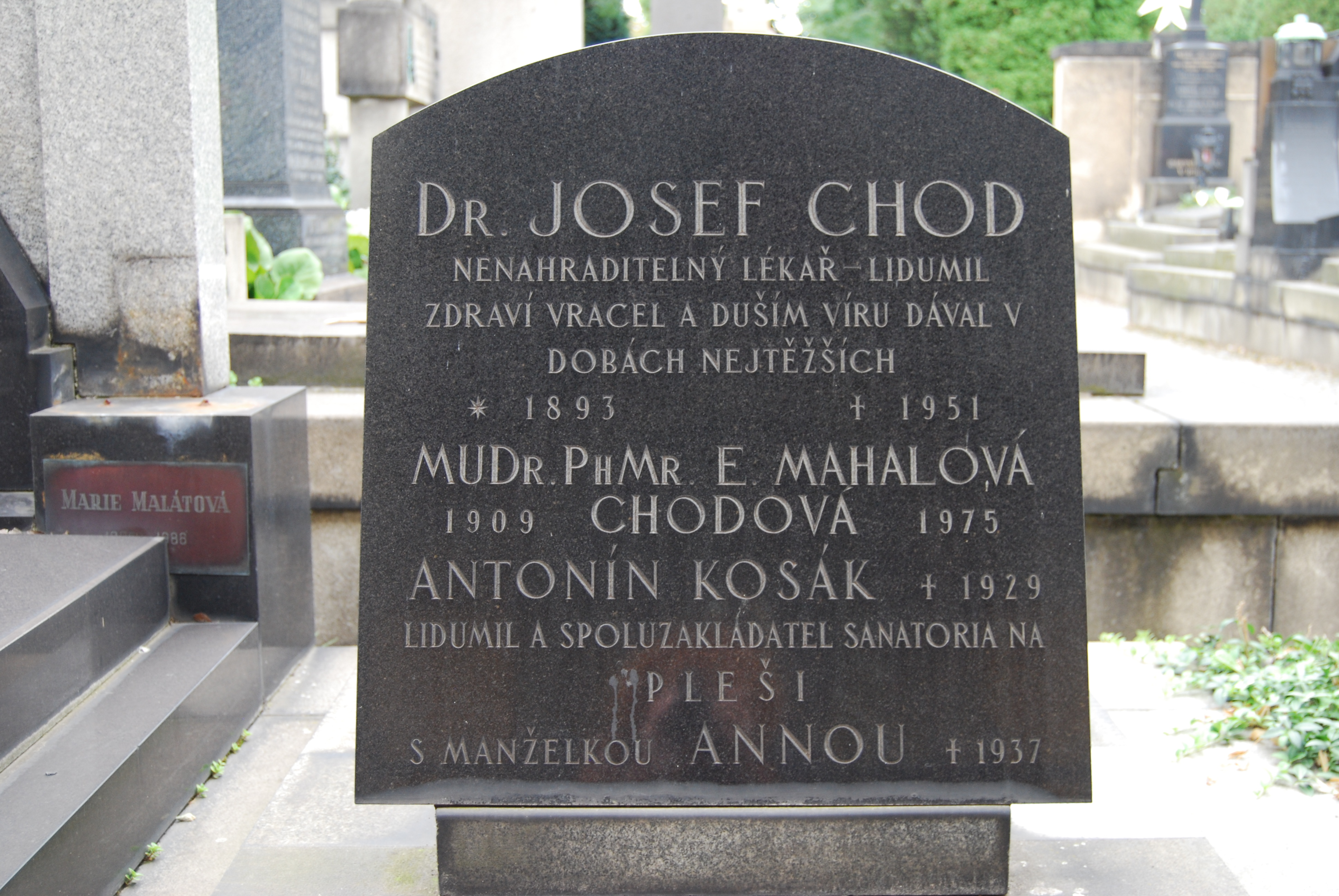
Sanatorium Na Pleši pomáhal založit Antonín Kosák